# Ciopleni, Criuleni
Ciopleni este un sat din cadrul comunei Hrușova din raionul Criuleni, Republica Moldova.

## Personalități

### Născuți în Ciopleni
- Tudor Iovu (1948–2016), fotograf moldovean.